# Kaltenbachquelle im Kirchsee-Filz

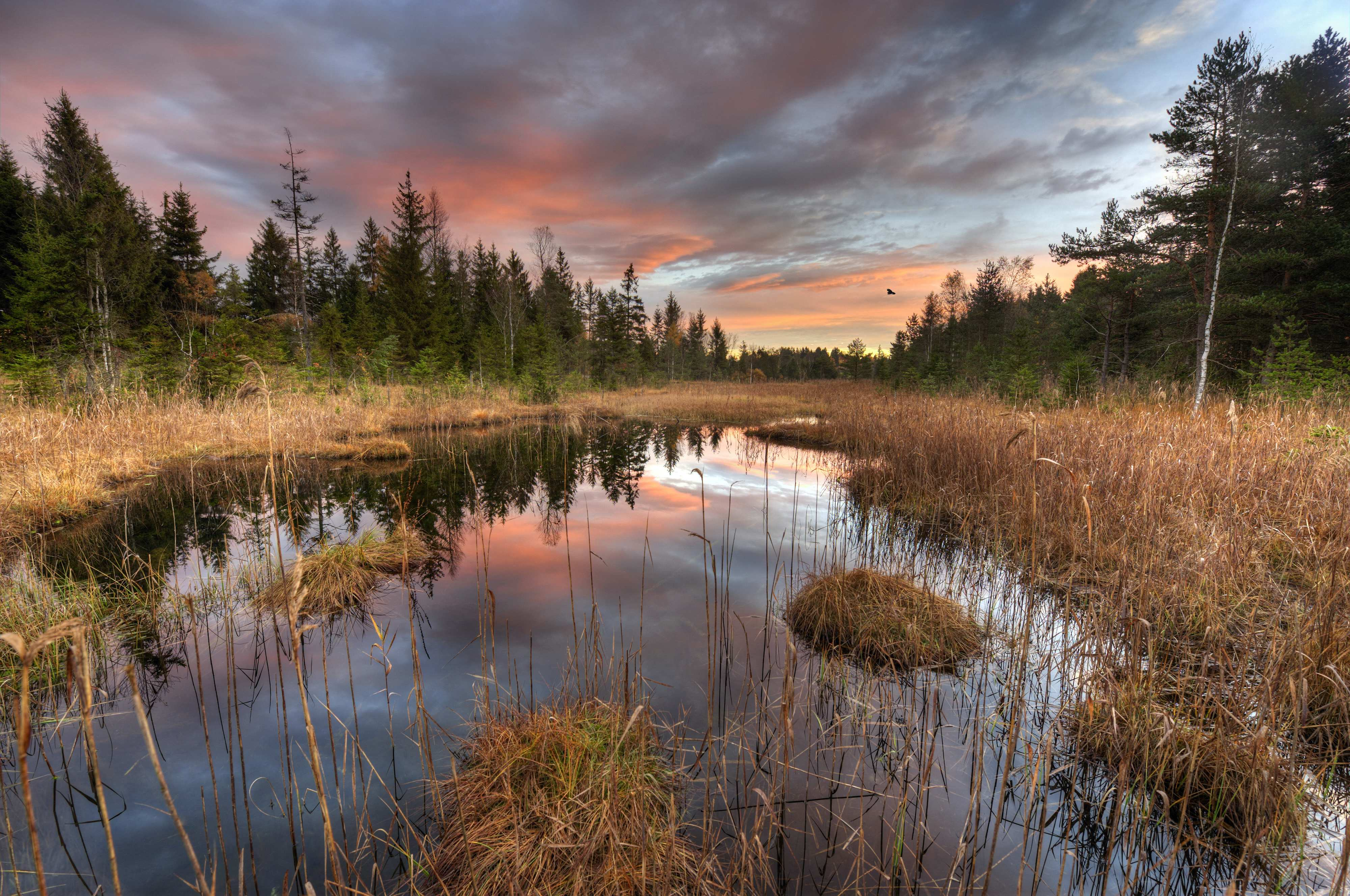
Kaltenbachquelle im Kirchsee-Filz

Die Kaltenbachquelle im Kirchsee-Filz ist eine Verengungsquelle mit Quellweiher südöstlich des Kirchsees bei Sachsenkam in Oberbayern. Der Quellweiher hat etwa 100 m Länge und 50 m Breite und ist in seinem ursprünglichen Zustand. Die Quelle ist heimatkundlich bedeutend und liegt im Naturschutzgebiet Ellbach- und Kirchseemoor und ist über einen Wanderweg zugänglich. Ihr Abfluss ist der Kaltenbach, der nach wenigen hundert Metern durch das Moor (Filz) in den Abfluss des Kirchsees, den Kirchseebach, mündet.

## Geotop
Die Kaltenbachquelle ist vom Bayerischen Landesamt für Umwelt als wertvolles Geotop (Geotop-Nummer: 173Q001) und Naturdenkmal ausgewiesen.